# Vera C. Rubin Obszervatórium
A Vera C. Rubin Obszervatórium (korábbi nevén Large Synoptic Survey Telescope, rövidítve LSST) egy jelenleg építés alatt álló csillagászati obszervatórium Chilében. Az átnevezést az Amerikai Csillagászati Társaság (American Astronomical Society) 2020-as téli találkozóján jelentették be. Ez az Amerikai Egyesült Államok első obszervatóriuma, amely egy női csillagászról kapta a nevét.
Az obszervatórium fő feladata a Legacy Survey of Space and Time elnevezésű tízéves égboltfelmérési program végrehajtása lesz. A Rubin Obszervatórium egy integrált rendszer, amely egy 8,4 méteres távcsőből, a világ legnagyobb digitális kamerájából, egy komplex adatfeldolgozó rendszerből és egy online oktatási platformból áll. Az obszervatórium a chilei Cerro Pachón hegyen áll.
A várakozások szerint az obszervatórium kamerája évente több mint 200 ezer képet fog rögzíteni. A hatalmas mennyiségű adathalmaz feldolgozása technikailag nem lesz egyszerű. A képeket háromféle időzítéssel dolgozzák fel: a fényesség- vagy pozícióváltozáson átment objektumokról szóló riasztásokat azonnal (60 másodpercen belül), a naprendszerbeli objektumok pályaadataival kapcsolatos méréseket naponta, a teljes adathalmaz újrafeldolgozásával nyert új adatokat pedig évente teszik elérhetővé. A Rubin Obszervatórium adatai a tervek szerint két év múlva válnak teljesen nyilvánossá.
Az obszervatórium távcsöve 2025. június 23-án látta meg az első fényt.

### Simonyi Égboltfelmérő Távcső (Simonyi Survey Telescope)
A Rubin Obszervatórium egyik műszere a Charles Simonyiról elnevezett Simonyi Survey Telescope. Az elnevezés tisztelgés a projekt egyik fő támogatója előtt, aki a főtükör építéséhez 2007-ben 20 millió dollárt biztosított. A projektet szintén 2007-ben Bill Gates 10 millió dollárral támogatta. 
A 8,4 méteres távcső újszerű, háromtükrös kialakítású szerkezet. A távcső kompakt formájának köszönhetően gyorsan állhat át egyik célpontról a másikra. A teleszkóp minden éjjel egy automatizált ütemben fogja fényképezni az égboltot, így a tízéves égboltfelmérő program során mintegy 800 felvételt fog készíteni minden égterületről. A távcső főtükrének készítését 2008-ban kezdték el. A 3,5° látómezejű távcső a teljes égboltot 3 naponként fogja lefényképezni, 24,5 magnitúdó határfényességgel, gyakorlatilag minden ennél fényesebb átmeneti jelenséget (szupernóvák és egyéb változócsillagok, kisbolygók, gravitációs lencsék) rögzíteni fog.
A 8,4 méter átmérőjű tükrös távcső a Cerro Pachón El Peñón nevű csúcsán lesz (többek között a Gemini South távcső mellett), Észak-Chilében, 2682 méteres tengerszint feletti magasságon, építését 2014-ben kezdték meg. Érzékelője egy 3,2 gigapixeles CCD lesz, mely 20 másodpercenként fog egy-egy (15 másodperc integrációs idejű) felvételt készíteni (lehetőség lesz ennél nagyobb integrációs idők alkalmazására is, nagyobb határmagnitúdóval) minden éjszaka több terabyte adatot fog rögzíteni.
A projektet támogatja a Google is. A Google által üzemeltetett Interim Data Facility (IDF) egy robusztus, stabil és rugalmas felhő-infrastruktúrát kínál az obszervatórium számára.

### Legacy Survey of Space and Time
A Legacy Survey of Space and Time (LSST) egy tíz évre tervezett égboltfelmérő program, amely 500 petabyte-nyi adatot és képet fog rögzíteni. Ezek segítségével többet tudhatunk meg a Világegyetem szerkezetéről és fejlődéséről. Az égboltfelmérő program a következő négy tudományterületet fogja lefedni: a sötét energia és a sötét anyag; a Naprendszer leltára, a tranziens optikai jelenségek, a Tejútrendszer térképe.
A program egy 3200 megapixeles érzékelőrendszer, egy szuperszámítógép, a kifinomult adatelemző és -elosztó hálózat, valamint a chilei hegytetőn elhelyezett hatalmas teleszkóp együttes munkájával fog az Univerzumot illető fontos kérdésekre fényt deríteni.

### Magyar részvétel az LSST programban[10]
A program adataihoz európai kutatók is hozzáférhetnek, akik cserébe úgynevezett in-kind hozzájárulást valósítanak meg. Magyar részről a HUN-REN CSFK Csillagászati Intézete, az ELTE Fizikai Intézete, valamint a szombathelyi ELTE Gothard Asztrofizikai Obszervatórium kapcsolódik be a programba, ennek eredményeként az adatokkal 25 magyar kutató dolgozhat majd. A magyar in-kind hozzájárulás koordinátora a Csillagászati Intézet igazgatója, Szabó Róbert.

## Külső hivatkozások
- The Large Synoptic Survey Telescope (LSST)